# 斐太村
斐太村（ひだむら）は、かつて新潟県中頸城郡にあった村。

## 沿革
- 1889年（明治22年）4月1日 - 町村制施行に伴い中頸城郡飛田村、飛田新田、岡崎新田村、十日市村、青田村、雪森村、宮内村、神宮寺村、籠町村、乙吉村、稲荷村が合併し、斐太村が発足。
- 1901年（明治34年）11月1日 - 中頸城郡西郷村と合併し、斐太村を新設。
- 1954年（昭和29年）11月1日 - 中頸城郡新井町、矢代村、鳥坂村、水上村、泉村、上郷村、平丸村、和田村（一部）と合併し、市制施行して新井市となり消滅。